# Биглова, Евгения Павловна
Евге́ния Па́вловна Бигло́ва (26 ноября 1921, Ростов-на-Дону — 12 июля 2007, Воронеж) — советская шахматистка, кандидат в мастера спорта СССР.

## Биография
Родилась 26 ноября 1921 года в Ростове-на-Дону. Её отец Белялетдин Аббасович Биглов воевал в рядах Красной армии.
Заниматься шахматами начала ещё в школе под руководством И. З. Бондаревского. В 1941 году стала чемпионкой Ростова-на-Дону.
В 1945 году стала чемпионкой Ростовской области (разделила 1—2 места с В. Н. Тихомировой).
В 1946 году стала чемпионкой ДСО «Наука», через год стала серебряным призером аналогичного соревнования.
В 1946 году окончила физико-математический факультет Ростовского университета (специальность — инженер-астроном). В том же году переехала в Ленинград.
В 1947 году вышла замуж за шахматиста Н. Г. Копылова.
В том же году победила в полуфинале 8-го чемпионата СССР, но не смогла выступить в финале. Всего с 1946 по 1954 годы участвовала в семи чемпионатах СССР. Лучший результат — серебряная медаль в турнире 1949 года. До 13-го тура она единолично лидировала в турнире, но поражения в двух последних турах отбросили ее на 2-е место.
Единолично выиграла чемпионат Ленинграда в 1953 году, а в 1958 году поделила первое место с Л. В. Руденко.
В 1953 году в составе сборной Ленинграда победила в первенстве СССР между командами союзных республик.
В 1961 году вместе с мужем переехала в Воронеж. Побеждала в чемпионатах Воронежа и Воронежской области.
Преподавала математику в Воронежском политехническом институте.
Заведовала библиотекой в областном шахматном клубе Воронежа.
В зрелые годы играла по переписке: участница 11-го чемпионата СССР среди женщин (1991—1993) и первого чемпионата независимой России среди женщин (1995—1998).
|   | a | b | c | d | e | f | g | h |   |
| - | --- | --- | --- | --- | --- | --- | --- | --- | - |
| 8 | a7 чёрная ладья · h7 чёрный король · d6 чёрная ладья · h6 чёрная пешка · f5 чёрная пешка · h5 белый король · f4 белая пешка · a3 чёрная пешка · h3 белая пешка · a2 белый ферзь | a7 чёрная ладья · h7 чёрный король · d6 чёрная ладья · h6 чёрная пешка · f5 чёрная пешка · h5 белый король · f4 белая пешка · a3 чёрная пешка · h3 белая пешка · a2 белый ферзь | a7 чёрная ладья · h7 чёрный король · d6 чёрная ладья · h6 чёрная пешка · f5 чёрная пешка · h5 белый король · f4 белая пешка · a3 чёрная пешка · h3 белая пешка · a2 белый ферзь | a7 чёрная ладья · h7 чёрный король · d6 чёрная ладья · h6 чёрная пешка · f5 чёрная пешка · h5 белый король · f4 белая пешка · a3 чёрная пешка · h3 белая пешка · a2 белый ферзь | a7 чёрная ладья · h7 чёрный король · d6 чёрная ладья · h6 чёрная пешка · f5 чёрная пешка · h5 белый король · f4 белая пешка · a3 чёрная пешка · h3 белая пешка · a2 белый ферзь | a7 чёрная ладья · h7 чёрный король · d6 чёрная ладья · h6 чёрная пешка · f5 чёрная пешка · h5 белый король · f4 белая пешка · a3 чёрная пешка · h3 белая пешка · a2 белый ферзь | a7 чёрная ладья · h7 чёрный король · d6 чёрная ладья · h6 чёрная пешка · f5 чёрная пешка · h5 белый король · f4 белая пешка · a3 чёрная пешка · h3 белая пешка · a2 белый ферзь | a7 чёрная ладья · h7 чёрный король · d6 чёрная ладья · h6 чёрная пешка · f5 чёрная пешка · h5 белый король · f4 белая пешка · a3 чёрная пешка · h3 белая пешка · a2 белый ферзь | 8 |
| 7 | a7 чёрная ладья · h7 чёрный король · d6 чёрная ладья · h6 чёрная пешка · f5 чёрная пешка · h5 белый король · f4 белая пешка · a3 чёрная пешка · h3 белая пешка · a2 белый ферзь | a7 чёрная ладья · h7 чёрный король · d6 чёрная ладья · h6 чёрная пешка · f5 чёрная пешка · h5 белый король · f4 белая пешка · a3 чёрная пешка · h3 белая пешка · a2 белый ферзь | a7 чёрная ладья · h7 чёрный король · d6 чёрная ладья · h6 чёрная пешка · f5 чёрная пешка · h5 белый король · f4 белая пешка · a3 чёрная пешка · h3 белая пешка · a2 белый ферзь | a7 чёрная ладья · h7 чёрный король · d6 чёрная ладья · h6 чёрная пешка · f5 чёрная пешка · h5 белый король · f4 белая пешка · a3 чёрная пешка · h3 белая пешка · a2 белый ферзь | a7 чёрная ладья · h7 чёрный король · d6 чёрная ладья · h6 чёрная пешка · f5 чёрная пешка · h5 белый король · f4 белая пешка · a3 чёрная пешка · h3 белая пешка · a2 белый ферзь | a7 чёрная ладья · h7 чёрный король · d6 чёрная ладья · h6 чёрная пешка · f5 чёрная пешка · h5 белый король · f4 белая пешка · a3 чёрная пешка · h3 белая пешка · a2 белый ферзь | a7 чёрная ладья · h7 чёрный король · d6 чёрная ладья · h6 чёрная пешка · f5 чёрная пешка · h5 белый король · f4 белая пешка · a3 чёрная пешка · h3 белая пешка · a2 белый ферзь | a7 чёрная ладья · h7 чёрный король · d6 чёрная ладья · h6 чёрная пешка · f5 чёрная пешка · h5 белый король · f4 белая пешка · a3 чёрная пешка · h3 белая пешка · a2 белый ферзь | 7 |
| 6 | a7 чёрная ладья · h7 чёрный король · d6 чёрная ладья · h6 чёрная пешка · f5 чёрная пешка · h5 белый король · f4 белая пешка · a3 чёрная пешка · h3 белая пешка · a2 белый ферзь | a7 чёрная ладья · h7 чёрный король · d6 чёрная ладья · h6 чёрная пешка · f5 чёрная пешка · h5 белый король · f4 белая пешка · a3 чёрная пешка · h3 белая пешка · a2 белый ферзь | a7 чёрная ладья · h7 чёрный король · d6 чёрная ладья · h6 чёрная пешка · f5 чёрная пешка · h5 белый король · f4 белая пешка · a3 чёрная пешка · h3 белая пешка · a2 белый ферзь | a7 чёрная ладья · h7 чёрный король · d6 чёрная ладья · h6 чёрная пешка · f5 чёрная пешка · h5 белый король · f4 белая пешка · a3 чёрная пешка · h3 белая пешка · a2 белый ферзь | a7 чёрная ладья · h7 чёрный король · d6 чёрная ладья · h6 чёрная пешка · f5 чёрная пешка · h5 белый король · f4 белая пешка · a3 чёрная пешка · h3 белая пешка · a2 белый ферзь | a7 чёрная ладья · h7 чёрный король · d6 чёрная ладья · h6 чёрная пешка · f5 чёрная пешка · h5 белый король · f4 белая пешка · a3 чёрная пешка · h3 белая пешка · a2 белый ферзь | a7 чёрная ладья · h7 чёрный король · d6 чёрная ладья · h6 чёрная пешка · f5 чёрная пешка · h5 белый король · f4 белая пешка · a3 чёрная пешка · h3 белая пешка · a2 белый ферзь | a7 чёрная ладья · h7 чёрный король · d6 чёрная ладья · h6 чёрная пешка · f5 чёрная пешка · h5 белый король · f4 белая пешка · a3 чёрная пешка · h3 белая пешка · a2 белый ферзь | 6 |
| 5 | a7 чёрная ладья · h7 чёрный король · d6 чёрная ладья · h6 чёрная пешка · f5 чёрная пешка · h5 белый король · f4 белая пешка · a3 чёрная пешка · h3 белая пешка · a2 белый ферзь | a7 чёрная ладья · h7 чёрный король · d6 чёрная ладья · h6 чёрная пешка · f5 чёрная пешка · h5 белый король · f4 белая пешка · a3 чёрная пешка · h3 белая пешка · a2 белый ферзь | a7 чёрная ладья · h7 чёрный король · d6 чёрная ладья · h6 чёрная пешка · f5 чёрная пешка · h5 белый король · f4 белая пешка · a3 чёрная пешка · h3 белая пешка · a2 белый ферзь | a7 чёрная ладья · h7 чёрный король · d6 чёрная ладья · h6 чёрная пешка · f5 чёрная пешка · h5 белый король · f4 белая пешка · a3 чёрная пешка · h3 белая пешка · a2 белый ферзь | a7 чёрная ладья · h7 чёрный король · d6 чёрная ладья · h6 чёрная пешка · f5 чёрная пешка · h5 белый король · f4 белая пешка · a3 чёрная пешка · h3 белая пешка · a2 белый ферзь | a7 чёрная ладья · h7 чёрный король · d6 чёрная ладья · h6 чёрная пешка · f5 чёрная пешка · h5 белый король · f4 белая пешка · a3 чёрная пешка · h3 белая пешка · a2 белый ферзь | a7 чёрная ладья · h7 чёрный король · d6 чёрная ладья · h6 чёрная пешка · f5 чёрная пешка · h5 белый король · f4 белая пешка · a3 чёрная пешка · h3 белая пешка · a2 белый ферзь | a7 чёрная ладья · h7 чёрный король · d6 чёрная ладья · h6 чёрная пешка · f5 чёрная пешка · h5 белый король · f4 белая пешка · a3 чёрная пешка · h3 белая пешка · a2 белый ферзь | 5 |
| 4 | a7 чёрная ладья · h7 чёрный король · d6 чёрная ладья · h6 чёрная пешка · f5 чёрная пешка · h5 белый король · f4 белая пешка · a3 чёрная пешка · h3 белая пешка · a2 белый ферзь | a7 чёрная ладья · h7 чёрный король · d6 чёрная ладья · h6 чёрная пешка · f5 чёрная пешка · h5 белый король · f4 белая пешка · a3 чёрная пешка · h3 белая пешка · a2 белый ферзь | a7 чёрная ладья · h7 чёрный король · d6 чёрная ладья · h6 чёрная пешка · f5 чёрная пешка · h5 белый король · f4 белая пешка · a3 чёрная пешка · h3 белая пешка · a2 белый ферзь | a7 чёрная ладья · h7 чёрный король · d6 чёрная ладья · h6 чёрная пешка · f5 чёрная пешка · h5 белый король · f4 белая пешка · a3 чёрная пешка · h3 белая пешка · a2 белый ферзь | a7 чёрная ладья · h7 чёрный король · d6 чёрная ладья · h6 чёрная пешка · f5 чёрная пешка · h5 белый король · f4 белая пешка · a3 чёрная пешка · h3 белая пешка · a2 белый ферзь | a7 чёрная ладья · h7 чёрный король · d6 чёрная ладья · h6 чёрная пешка · f5 чёрная пешка · h5 белый король · f4 белая пешка · a3 чёрная пешка · h3 белая пешка · a2 белый ферзь | a7 чёрная ладья · h7 чёрный король · d6 чёрная ладья · h6 чёрная пешка · f5 чёрная пешка · h5 белый король · f4 белая пешка · a3 чёрная пешка · h3 белая пешка · a2 белый ферзь | a7 чёрная ладья · h7 чёрный король · d6 чёрная ладья · h6 чёрная пешка · f5 чёрная пешка · h5 белый король · f4 белая пешка · a3 чёрная пешка · h3 белая пешка · a2 белый ферзь | 4 |
| 3 | a7 чёрная ладья · h7 чёрный король · d6 чёрная ладья · h6 чёрная пешка · f5 чёрная пешка · h5 белый король · f4 белая пешка · a3 чёрная пешка · h3 белая пешка · a2 белый ферзь | a7 чёрная ладья · h7 чёрный король · d6 чёрная ладья · h6 чёрная пешка · f5 чёрная пешка · h5 белый король · f4 белая пешка · a3 чёрная пешка · h3 белая пешка · a2 белый ферзь | a7 чёрная ладья · h7 чёрный король · d6 чёрная ладья · h6 чёрная пешка · f5 чёрная пешка · h5 белый король · f4 белая пешка · a3 чёрная пешка · h3 белая пешка · a2 белый ферзь | a7 чёрная ладья · h7 чёрный король · d6 чёрная ладья · h6 чёрная пешка · f5 чёрная пешка · h5 белый король · f4 белая пешка · a3 чёрная пешка · h3 белая пешка · a2 белый ферзь | a7 чёрная ладья · h7 чёрный король · d6 чёрная ладья · h6 чёрная пешка · f5 чёрная пешка · h5 белый король · f4 белая пешка · a3 чёрная пешка · h3 белая пешка · a2 белый ферзь | a7 чёрная ладья · h7 чёрный король · d6 чёрная ладья · h6 чёрная пешка · f5 чёрная пешка · h5 белый король · f4 белая пешка · a3 чёрная пешка · h3 белая пешка · a2 белый ферзь | a7 чёрная ладья · h7 чёрный король · d6 чёрная ладья · h6 чёрная пешка · f5 чёрная пешка · h5 белый король · f4 белая пешка · a3 чёрная пешка · h3 белая пешка · a2 белый ферзь | a7 чёрная ладья · h7 чёрный король · d6 чёрная ладья · h6 чёрная пешка · f5 чёрная пешка · h5 белый король · f4 белая пешка · a3 чёрная пешка · h3 белая пешка · a2 белый ферзь | 3 |
| 2 | a7 чёрная ладья · h7 чёрный король · d6 чёрная ладья · h6 чёрная пешка · f5 чёрная пешка · h5 белый король · f4 белая пешка · a3 чёрная пешка · h3 белая пешка · a2 белый ферзь | a7 чёрная ладья · h7 чёрный король · d6 чёрная ладья · h6 чёрная пешка · f5 чёрная пешка · h5 белый король · f4 белая пешка · a3 чёрная пешка · h3 белая пешка · a2 белый ферзь | a7 чёрная ладья · h7 чёрный король · d6 чёрная ладья · h6 чёрная пешка · f5 чёрная пешка · h5 белый король · f4 белая пешка · a3 чёрная пешка · h3 белая пешка · a2 белый ферзь | a7 чёрная ладья · h7 чёрный король · d6 чёрная ладья · h6 чёрная пешка · f5 чёрная пешка · h5 белый король · f4 белая пешка · a3 чёрная пешка · h3 белая пешка · a2 белый ферзь | a7 чёрная ладья · h7 чёрный король · d6 чёрная ладья · h6 чёрная пешка · f5 чёрная пешка · h5 белый король · f4 белая пешка · a3 чёрная пешка · h3 белая пешка · a2 белый ферзь | a7 чёрная ладья · h7 чёрный король · d6 чёрная ладья · h6 чёрная пешка · f5 чёрная пешка · h5 белый король · f4 белая пешка · a3 чёрная пешка · h3 белая пешка · a2 белый ферзь | a7 чёрная ладья · h7 чёрный король · d6 чёрная ладья · h6 чёрная пешка · f5 чёрная пешка · h5 белый король · f4 белая пешка · a3 чёрная пешка · h3 белая пешка · a2 белый ферзь | a7 чёрная ладья · h7 чёрный король · d6 чёрная ладья · h6 чёрная пешка · f5 чёрная пешка · h5 белый король · f4 белая пешка · a3 чёрная пешка · h3 белая пешка · a2 белый ферзь | 2 |
| 1 | a7 чёрная ладья · h7 чёрный король · d6 чёрная ладья · h6 чёрная пешка · f5 чёрная пешка · h5 белый король · f4 белая пешка · a3 чёрная пешка · h3 белая пешка · a2 белый ферзь | a7 чёрная ладья · h7 чёрный король · d6 чёрная ладья · h6 чёрная пешка · f5 чёрная пешка · h5 белый король · f4 белая пешка · a3 чёрная пешка · h3 белая пешка · a2 белый ферзь | a7 чёрная ладья · h7 чёрный король · d6 чёрная ладья · h6 чёрная пешка · f5 чёрная пешка · h5 белый король · f4 белая пешка · a3 чёрная пешка · h3 белая пешка · a2 белый ферзь | a7 чёрная ладья · h7 чёрный король · d6 чёрная ладья · h6 чёрная пешка · f5 чёрная пешка · h5 белый король · f4 белая пешка · a3 чёрная пешка · h3 белая пешка · a2 белый ферзь | a7 чёрная ладья · h7 чёрный король · d6 чёрная ладья · h6 чёрная пешка · f5 чёрная пешка · h5 белый король · f4 белая пешка · a3 чёрная пешка · h3 белая пешка · a2 белый ферзь | a7 чёрная ладья · h7 чёрный король · d6 чёрная ладья · h6 чёрная пешка · f5 чёрная пешка · h5 белый король · f4 белая пешка · a3 чёрная пешка · h3 белая пешка · a2 белый ферзь | a7 чёрная ладья · h7 чёрный король · d6 чёрная ладья · h6 чёрная пешка · f5 чёрная пешка · h5 белый король · f4 белая пешка · a3 чёрная пешка · h3 белая пешка · a2 белый ферзь | a7 чёрная ладья · h7 чёрный король · d6 чёрная ладья · h6 чёрная пешка · f5 чёрная пешка · h5 белый король · f4 белая пешка · a3 чёрная пешка · h3 белая пешка · a2 белый ферзь | 1 |
|   | a | b | c | d | e | f | g | h |   |

XIII Чемпионат СССР, Ростов-на-Дону, 1953

## Примечательная партия
В позиции, приведённой на диаграмме, чёрные, кажется, неминуемо либо проводят пешку «a», либо выигрывают ферзя, что приводит к победе. Однако белые сделали простой ход h4!!. После чего белые могут пожертвовать ферзя и свести игру к пату. Чёрные согласились на ничью. Эта позиция вошла в качестве примера форсированного пата во многие шахматные учебники.

## Основные спортивные результаты
| Год         | Город          | Соревнование                                                     | +  | − | = | Результат | Место             |
| ----------- | -------------- | ---------------------------------------------------------------- | -- | - | - | --------- | ----------------- |
| 1941        | Ростов-на-Дону | Чемпионат Ростовской области                                     |    |   |   |           | 3                 |
|             | Ростов-на-Дону | Чемпионат Ростова-на-Дону                                        | 13 | 0 | 1 | 13½ из 14 | 1                 |
|             | Ростов-на-Дону | Чемпионат горсовета ДСО «Буревестник» (мужской турнир)           |    |   |   |           | 4—5               |
| 1945        | Ростов-на-Дону | Чемпионат горсовета ДСО «Учитель» (мужской турнир)               |    |   |   |           | 2                 |
|             | Москва         | Полуфинал 6-го чемпионата СССР                                   |    |   |   |           |                   |
| 1946        | Ростов-на-Дону | Полуфинал 7-го чемпионата СССР                                   |    |   |   | 10 из 15  | 2—4               |
|             |                | Чемпионат ДСО «Наука»                                            |    |   |   |           | 1                 |
| 1946 / 1947 | Москва         | 7-й чемпионат СССР                                               | 7  | 5 | 4 | 9 из 16   | 6—8               |
| 1947        | Ленинград      | Чемпионат Ленинграда                                             | 5  | 5 | 1 | 5½ из 11  | 5—6               |
|             | Друскининкай   | Чемпионат ДСО «Наука»                                            |    |   |   | 8½ из 11  | 2                 |
|             | Ленинград      | Полуфинал 8-го чемпионата СССР                                   | 10 | 2 | 2 | 11 из 14  | 1                 |
| 1948        | Ленинград      | Чемпионат Ленинграда                                             | 5  | 3 | 2 | 6 из 10   | 4—5               |
|             | Ленинград      | Полуфинал 9-го чемпионата СССР                                   |    |   |   | 8½ из 13  | 3—7               |
| 1948 / 1949 | Москва         | 9-й чемпионат СССР                                               | 8  | 2 | 7 | 11½ из 17 | 2                 |
| 1949        | Ленинград      | Чемпионат Ленинграда                                             | 9  | 4 | 2 | 10 из 15  | 3—4               |
| 1950        | Рига           | 10-й чемпионат СССР                                              | 5  | 4 | 6 | 8 из 15   | 6—7               |
|             | Ленинград      | Чемпионат Ленинграда                                             | 6  | 3 | 1 | 6½ из 10  | 3—4               |
|             | Ростов-на-Дону | Полуфинал 11-го чемпионата СССР                                  |    |   |   | 9½ из 15  | 3—6               |
| 1951        | Киев           | 11-й чемпионат СССР                                              | 7  | 5 | 5 | 9½ из 17  | 5—7               |
| 1952        | Тбилиси        | 12-й чемпионат СССР                                              | 4  | 7 | 6 | 7 из 17   | 13—16             |
| 1953        | Ленинград      | Чемпионат Ленинграда                                             |    |   |   |           | 1                 |
|             | Ленинград      | Командный чемпионат СССР (сборная Ленинграда, 2-я женская доска) |    |   |   | 4 из 7    | Команда — чемпион |
|             | Ростов-на-Дону | 13-й чемпионат СССР                                              | 3  | 8 | 6 | 6 из 17   | 15                |
| 1954        | Краснодар      | 14-й чемпионат СССР                                              | 4  | 9 | 6 | 7 из 19   | 17—18             |
| 1958        | Ленинград      | Чемпионат Ленинграда                                             |    |   |   |           | 1—2               |